# 월트 로이드
월트 로이드(Walt Lloyd, 줄여서 월트)는 미국 ABC의 텔레비전 드라마 시리즈의 등장인물로 말콤 데이비드 켈리가 연기하였다.